# Nogometna reprezentacija Trinidada i Tobaga
Nogometna reprezentacija Trinidada i Tobaga je nogometna reprezentacija iz Trinidada i Tobaga pod vodstvom Trinidad and Tobago Football Federation. Država ima mnogo igrača iz Premiershipa, kao što su Dwight Yorke, Shaka Hislop i Stern John, a pod vodstvom Lea Beenhakkera uspjeli su se kvalificirati na svjetsko prvenstvo u Njemačkoj i ostvarili svoj debi na SP-u.
Uglavnom se smatra kao jedna od najboljih momčadi Kariba, a to je opravdala osvajanjem Karipskog kupa 8 puta i kvalficiranjem na SP kao jedna od samo tri karipske momčadi koja je to uspjela. Na kvalifikacijama za SP 1974. bili su drugi, sa samo bodom zaostatka za Haitiem. Soca Warriorsi su Meksiku nanijeli jedini poraz na kvalifikacijama (4:0). Ista priča ponovila se i na kvalifikacijama za SP 1990., i zaostatak je ponovo bio samo 1 bod. Na kvalifikacijama za SP 2002. izborili su finalnu skupinu, no bili su zadnji sa samo jednom pobjedom.
Trinidad i Tobago igrao je protiv Demerare i Barbadosa za Martinez Shiled 1923. i 1933. Tako je praktički prva službena utakmica Trinidada i Tobaga bila ona 1923. protiv Demerare, no nikakvi izvještaji i datumi o toj utakmici nisu nađeni. 
Trinidad i Tobago je završnicu Sp-a 2006. izborio pobjedom nad Meksikom 2:1 i Bahrainom 2:1 (1:1) (u play-off utakmici). Na SP-u upao je u skupinu B s Engleskom, Švedskom i Paragvajem (za više informacija vidi ovaj članak)

## Uspjesi na Svjetskim prvenstvima
- 1930. do 1962. - nisu ušli
- 1966. do 2002. - nisu se kvalificirali
- 2006. – 1. krug (sastav)

## Uspjesi na Gold Cupu
- 1991. – 1. krug
- 1993. - nisu se kvalificirali
- 1996. – 1. krug
- 1998. – 1. krug
- 2000. - polufinale
- 2002. – 1. krug
- 2003. - nisu se kvalificirali
- 2005. – 1. krug

## Poznati igrači
- Marvin Andrews
- Christopher Birchall
- Angus Eve
- Cornell Glen
- Shaka Hislop
- Clayton Ince
- Avery John
- Stern John
- Kenwyne Jones
- Russell Latapy
- Jason Scotland
- Dwight Yorke